# Linda Clifford

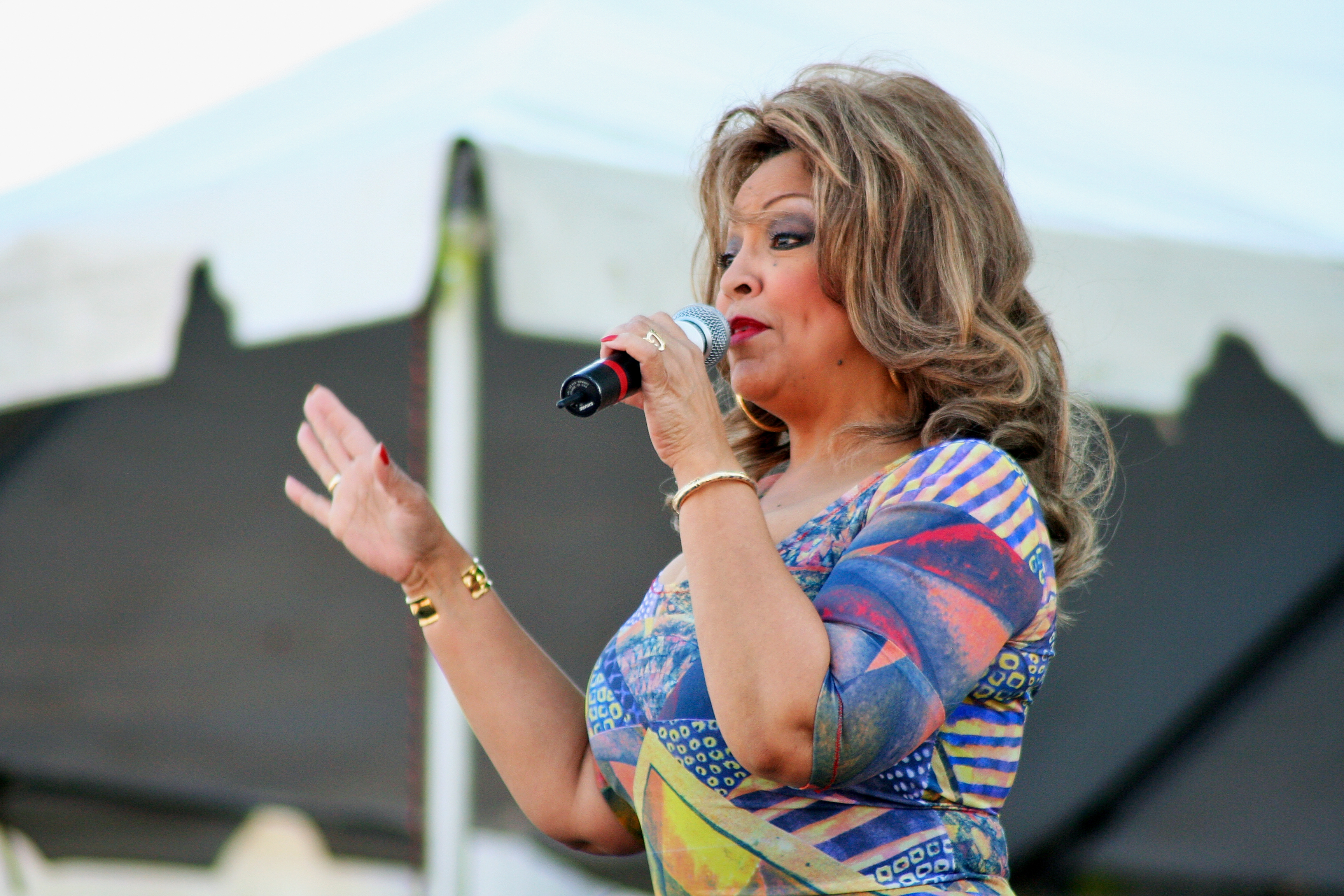
Linda Clifford (2007)

Linda Clifford (* 14. Juni 1944 oder 1948 in Brooklyn, New York) ist eine US-amerikanische Disco- und Soul-Sängerin.

## Karriere
Linda Clifford gehörte von 1977 bis Mitte der 1980er Jahre zu den prägenden Sängerinnen der Disco-Musik. In dieser Zeit gelangen ihr gleich vier Nummer-eins-Erfolge in den amerikanischen Disco-Charts: If My Friends Could See Me Now (1978), Red Light (aus dem Soundtrack zum Film Fame), Shoot Your Best Shot (1980) und Don't Come Crying to Me (1982). Ein Disco-Remake des Simon-and-Garfunkel-Klassikers Bridge over Troubled Water war 1979 auch in Europa erfolgreich. Nach The Heat in Me (1985) pausierte sie einige Jahre und nahm nur sehr sporadisch Platten auf. Clifford fand auch Beachtung im R&B-Genre: Ihre Single (It's Gonna Be) A Long Long Winter (1974) war ein kleiner Erfolg in den entsprechenden Charts der USA (Platz 75). Das Midtempo-Stück Runaway Love gilt dort als ihr größter Hit (Platz 3). 1980 folgte eine Duett-LP mit Curtis Mayfield, der Clifford 1977 bei seinem Label Curtom unter Vertrag genommen hatte und teilweise auch ihre Platten produzierte. Außerdem wurde das Album I'm Yours von Isaac Hayes produziert.
Ein bescheidenes Comeback gelang Clifford ab 1999 mit den House-Titeln Wanna Give it Up (mit dem DJ Ralphi Rosario) und Changin’ (2000), die Clifford in die Top-20 der amerikanischen Disco-Charts zurückführten. In den folgenden Jahren wurden ihre Alben zwischen 1977 und 1980 remastert und auf CD veröffentlicht. Clifford tritt nach wie vor mit ihren Disco-Titeln live auf, insbesondere vor einem treuen homosexuellen Publikum. So war sie unter anderem Star-Gast beim 2007er Gay Pride in San Francisco.

## Privates
Linda Clifford ist seit 1978 mit dem Jazz-Perkussionisten Nick Coconato verheiratet. Sie haben zwei gemeinsame Kinder: Tochter Gina (* 1980) lebt in Los Angeles und arbeitet als Sängerin. Sohn B.J. ist ebenfalls Musiker.

## Diskografie

### Studioalben
| Jahr | Titel                          | Höchstplatzierung, Gesamtwochen, AuszeichnungChartplatzierungen (Jahr, Titel, Platzierungen, Wochen, Auszeichnungen, Anmerkungen) | Höchstplatzierung, Gesamtwochen, AuszeichnungChartplatzierungen (Jahr, Titel, Platzierungen, Wochen, Auszeichnungen, Anmerkungen) | Anmerkungen         |
| Jahr | Titel                          | US | R&B | Anmerkungen         |
| ---- | ------------------------------ | --- | --- | ------------------- |
| 1978 | If My Friends Could See Me Now | US22 (22 Wo.)US | R&B9 (24 Wo.)R&B |                     |
| 1979 | Let Me Be Your Woman           | US26 (17 Wo.)US | R&B19 (15 Wo.)R&B |                     |
| 1979 | Here’s My Love                 | US117 (9 Wo.)US | R&B47 (8 Wo.)R&B |                     |
| 1980 | The Right Combination          | US180 (4 Wo.)US | R&B53 (4 Wo.)R&B | mit Curtis Mayfield |
| 1980 | I’m Yours                      | US160 (6 Wo.)US | R&B47 (9 Wo.)R&B |                     |
| 1984 | Sneakin’ Out                   | — | R&B49 (11 Wo.)R&B |                     |

Weitere Studioalben
- 1977: Linda
- 1982: I’ll Keep on Loving You
- 1985: My Heart’s on Fire

### Kompilationen
- 1989: Greatest Hits
- 1999: Runaway Love and Other Hits
- 2000: Runaway Love: The Curtom Anthology

### Singles
| Jahr | Titel Album                                     | Höchstplatzierung, Gesamtwochen, AuszeichnungChartplatzierungen (Jahr, Titel, Album, Platzierungen, Wochen, Auszeichnungen, Anmerkungen) | Höchstplatzierung, Gesamtwochen, AuszeichnungChartplatzierungen (Jahr, Titel, Album, Platzierungen, Wochen, Auszeichnungen, Anmerkungen) | Höchstplatzierung, Gesamtwochen, AuszeichnungChartplatzierungen (Jahr, Titel, Album, Platzierungen, Wochen, Auszeichnungen, Anmerkungen) | Höchstplatzierung, Gesamtwochen, AuszeichnungChartplatzierungen (Jahr, Titel, Album, Platzierungen, Wochen, Auszeichnungen, Anmerkungen) | Anmerkungen               | [↑]: gemeinsam behandelt mit vorhergehendem Eintrag; [←]: in beiden Charts platziert |
| Jahr | Titel Album                                     | UK | US | R&B | Dance | Anmerkungen               |                                                                                      |
| ---- | ----------------------------------------------- | --- | --- | --- | --- | ------------------------- | ------------------------------------------------------------------------------------ |
| 1974 | (It’s Gonna Be) A Long Long Winter              | — | — | R&B75 (6 Wo.)R&B | — |                           |                                                                                      |
| 1977 | From Now On Linda                               | — | — | R&B94 (6 Wo.)R&B | Dance28 (7 Wo.)Dance |                           |                                                                                      |
| 1978 | Runaway Love If My Friends Could See Me Now     | UK95 (1 Wo.)UK | US76 (11 Wo.)US | R&B3 (16 Wo.)R&B | Dance1 (24 Wo.)Dance |                           |                                                                                      |
| 1978 | If My Friends Could See Me Now                  | UK50 (5 Wo.)UK | US54 (8 Wo.)US | R&B68 (7 Wo.)R&B[Dance: ↑] | Dance1 (24 Wo.)Dance |                           |                                                                                      |
| 1979 | Bridge over Troubled Water Let Me Be Your Woman | UK28 (7 Wo.)UK | US41 (6 Wo.)US | R&B49 (6 Wo.)R&B | Dance11 (15 Wo.)Dance |                           |                                                                                      |
| 1979 | Don’t Give It Up Let Me Be Your Woman           | — | — | R&B15 (12 Wo.)R&B[Dance: ↑] | Dance11 (15 Wo.)Dance |                           |                                                                                      |
| 1979 | Between You Baby and Me The Right Combination   | — | — | R&B14 (18 Wo.)R&B | Dance87 (… Wo.)Dance | mit Curtis Mayfield       |                                                                                      |
| 1979 | I Just Wanna Wanna Here’s My Love               | — | — | R&B36 (11 Wo.)R&B | Dance73 (4 Wo.)Dance |                           |                                                                                      |
| 1980 | Love’s Sweet Sensation The Right Combination    | — | — | R&B34 (11 Wo.)R&B | Dance87 (3 Wo.)Dance | mit Curtis Mayfield       |                                                                                      |
| 1980 | Red Light I’m Yours                             | — | US41 (11 Wo.)US | R&B40 (9 Wo.)R&B | Dance1 (… Wo.)Dance |                           |                                                                                      |
| 1980 | Shoot Your Best Shot I’m Yours                  | — | — | R&B43 (8 Wo.)R&B | Dance1 (20 Wo.)Dance |                           |                                                                                      |
| 1980 | I Had a Talk with My Man I’m Yours              | — | — | R&B53 (… Wo.)R&B | — |                           |                                                                                      |
| 1982 | Let It Ride I’ll Keep on Loving You             | — | — | — | Dance1 (18 Wo.)Dance |                           |                                                                                      |
| 1984 | A Night with the Boys Sneakin’ Out              | — | — | R&B76 (6 Wo.)R&B | — |                           |                                                                                      |
| 1984 | Sneakin’ Out                                    | — | — | R&B62 (11 Wo.)R&B | — |                           |                                                                                      |
| 1999 | Wanna Give It Up                                | — | — | — | Dance16 (11 Wo.)Dance | mit Ralphi Rosario        |                                                                                      |
| 2001 | Changin’                                        | — | — | — | Dance17 (13 Wo.)Dance |                           |                                                                                      |
| 2001 | Philly Groove                                   | — | — | — | Dance29 (8 Wo.)Dance | mit Romain & Danny Krivit |                                                                                      |
| 2002 | Back to My Roots 2002                           | UK85 (1 Wo.)UK | — | — | — |                           |                                                                                      |
| 2002 | Sunshine                                        | UK99 (1 Wo.)UK | — | — | — |                           |                                                                                      |
| 2003 | Spinnin                                         | UK93 (1 Wo.)UK | — | — | — | mit Prospect Park         |                                                                                      |

Weitere Singles
- 1972: Love Is Not the Question
- 1974: After Loving You
- 1974: Turn the Key Softly
- 1977: You Can Do It
- 1978: Gypsy Lady
- 1979: Sweet Melodies
- 1980: It Don’t Hurt No More
- 1982: Don’t Come Crying to Me
- 1985: You’re Mine
- 1995: Whatcha Gonna Do
- 2008: How Long
- 2011: Baby I’m Yours

### Gastbeiträge
| Jahr | Titel Album    | Höchstplatzierung, Gesamtwochen, AuszeichnungChartplatzierungen (Jahr, Titel, Album, Platzierungen, Wochen, Auszeichnungen, Anmerkungen) | Höchstplatzierung, Gesamtwochen, AuszeichnungChartplatzierungen (Jahr, Titel, Album, Platzierungen, Wochen, Auszeichnungen, Anmerkungen) | Höchstplatzierung, Gesamtwochen, AuszeichnungChartplatzierungen (Jahr, Titel, Album, Platzierungen, Wochen, Auszeichnungen, Anmerkungen) | Höchstplatzierung, Gesamtwochen, AuszeichnungChartplatzierungen (Jahr, Titel, Album, Platzierungen, Wochen, Auszeichnungen, Anmerkungen) | Anmerkungen                |
| Jahr | Titel Album    | UK | US | R&B | Dance | Anmerkungen                |
| ---- | -------------- | --- | --- | --- | --- | -------------------------- |
| 2001 | Ride the Storm | UK69 (2 Wo.)UK | — | — | — | Akabu feat. Linda Clifford |